# 1921 год в России

## Январь
- 9-11 января — Прошли выборы в Учредительное собрание Дальневосточной республики, задачей которого стала выработка конституции республики и создание её верховных органов.
- 24 января принято постановление СНК РСФСР за подписью В. И. Ленина «Об условиях, обеспечивающих научную работу академика И. П. Павлова и его сотрудников», в соответствии с которым для величайшего русского физиолога был создан институт в Колтушах, под Петроградом, где он и проработал до 1936 года[1].

## Февраль
- 3 февраля — взятие Азиатской дивизией барона Унгерна столицы Монголии Урги.
- 5 февраля — на основании приказа Семиреченского Военно-революционного комитета город Верный — административный центр Семиречья переименован в Алма-Ату
- 16 февраля — советские войска перешли южную границу Грузии.
- 19-20 февраля — у села Табахмела на подходах к Тбилиси части 11-й армии РККА столкнулись с ожесточённым сопротивлением юнкеров — учащихся военной школы. Село осталось в руках грузинских юнкеров, однако красные обошли его и продолжили наступление.

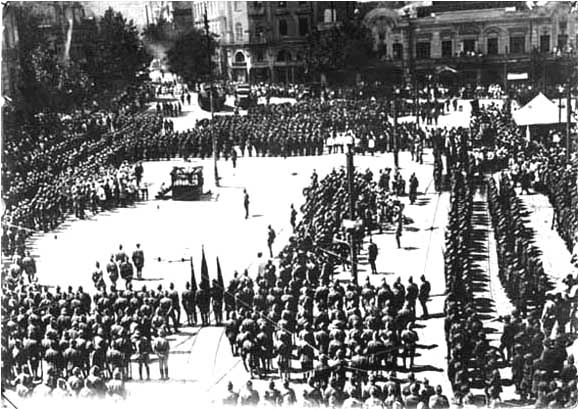
11-я Красная Армия проводит военный парад в Тбилиси

- 25 февраля — части 11-й армии без боя вошли в Тбилиси. Установление в Грузии советской власти. В город прибыл Грузинский ревком, преобразованный в этот же день в СНК Грузинской ССР.
- февраль — Голод в Башкирии

## Март
- 1—3 марта — в городе Кяхта (Бурятия, РСФСР) был проведён учредительный съезд Монгольской народно-революционной партии
- 1—18 марта — Кронштадтское восстание под лозунгом «За Советы без коммунистов!». Было жестоко подавлено большевиками.
- 4 марта — Провозглашена Абхазская Советская Социалистическая Республика
- 8—16 марта — X съезд РКП(б). Принятие решения о переходе к Новой экономической политике (НЭП).
- 10 марта — в Кутаиси провозглашена советская власть
- 11 марта — турецкие войска заняли Батуми
- 13 марта

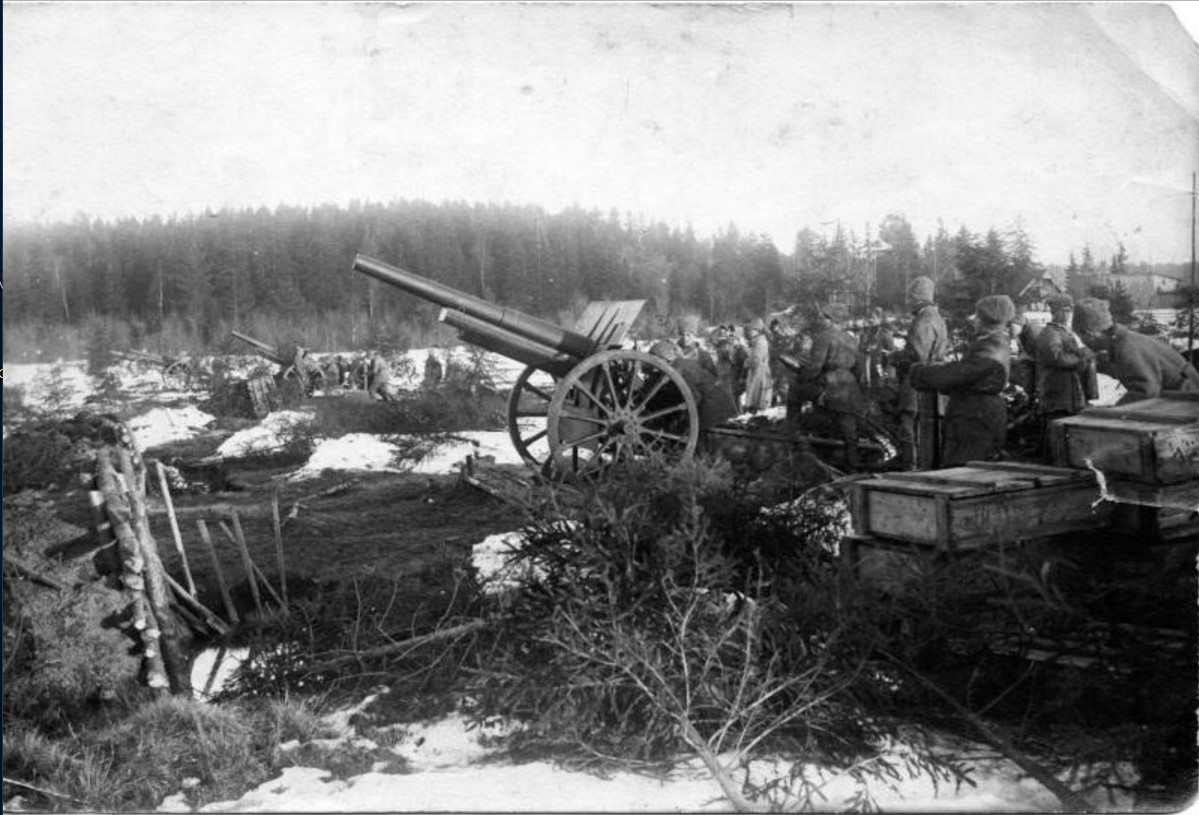
Обстрел кронштадтских фортов курсовой батареей

- - В Монголии создано Временное народно-революционное правительство, открыто провозгласившее союз с Советской Россией.
  - Начало Сибирского похода РККА на Якутск.
- 16 марта
  - заключён советско-турецкий договор о дружбе и братстве.
  - Подписание в Лондоне британско-советского торгового соглашения.
- 18 марта
  - В Риге подписан мирный договор между РСФСР и УССР, с одной стороны, и Польшей с другой стороны. К Польше отошли кресы восточные, с преобладанием литвинского населения (Западная Украина и Западная Белоруссия), до 1795 года входившие в состав Речи Посполитой. Окончание Советско-польской войны 1919—1921 годов.
  - РККА вытеснила турецкие войска из Аджарии, где была провозглашена советская власть
  - Декрет ВЦИК «О замене продовольственной и сырьевой развёрстки натуральным налогом». Начало НЭПа.
  - В Москве основано Общество бывших политкаторжан и ссыльнопоселенцев. Распущено в 1935 году

## Апрель
- 6 апреля
  - Ревком Абхазии издал «Декрет № 17 о земле», провозгласивший национализацию земли на территории республики
  - Заключён советско-персидский договор о дружбе.
- 7 апреля — декрет СНК О потребительской кооперации, который вывел её из подчинения Наркомата продовольствия и разрешил свободное создание добровольных союзов потребителей
- 20 апреля — опубликовано соглашение Азербайджанской ССР, Армянской ССР и Грузинской ССР об объединении железных дорог Закавказья
- 21 апреля — в Москве создан Коммунистический университет трудящихся Востока

## Май
- 1 мая — открыта первая почтово-пассажирская авиалиния Москва-Орёл-Харьков на самолётах «Илья Муромец».
- 6—19 мая — в Баку проходил I съезд Советов Азербайджана. Принята первая конституция Азербайджанской ССР, избран Центральный исполнительный комитет АзССР
- 10 мая — пароход Совнарком потерпел крушение на реке Обь. Точное число погибших неизвестно.
- 21 мая — барон Унгерн издал приказ № 15 «русским отрядам на территории Советской Сибири», которым объявил о начале похода из Монголии на советскую территорию.
- 26 мая — в результате переворота к власти во Владивостоке пришло Временное Приамурское правительство, состоявшее из членов белого движения и представителей несоциалистических партий.

## Июнь
- 13 июня — Новониколаевск становится центром Новониколаевской губернии.
- 14 июня — Красная армия взяла Вилюйск. Основание Якутской АССР
- 22 июня — в Москве стартовал III конгресс Коминтерна
- 25 июня — опубликовано соглашение между советскими Азербайджаном, Арменией и Грузией о создании объединённого Наркомата внешней торговли

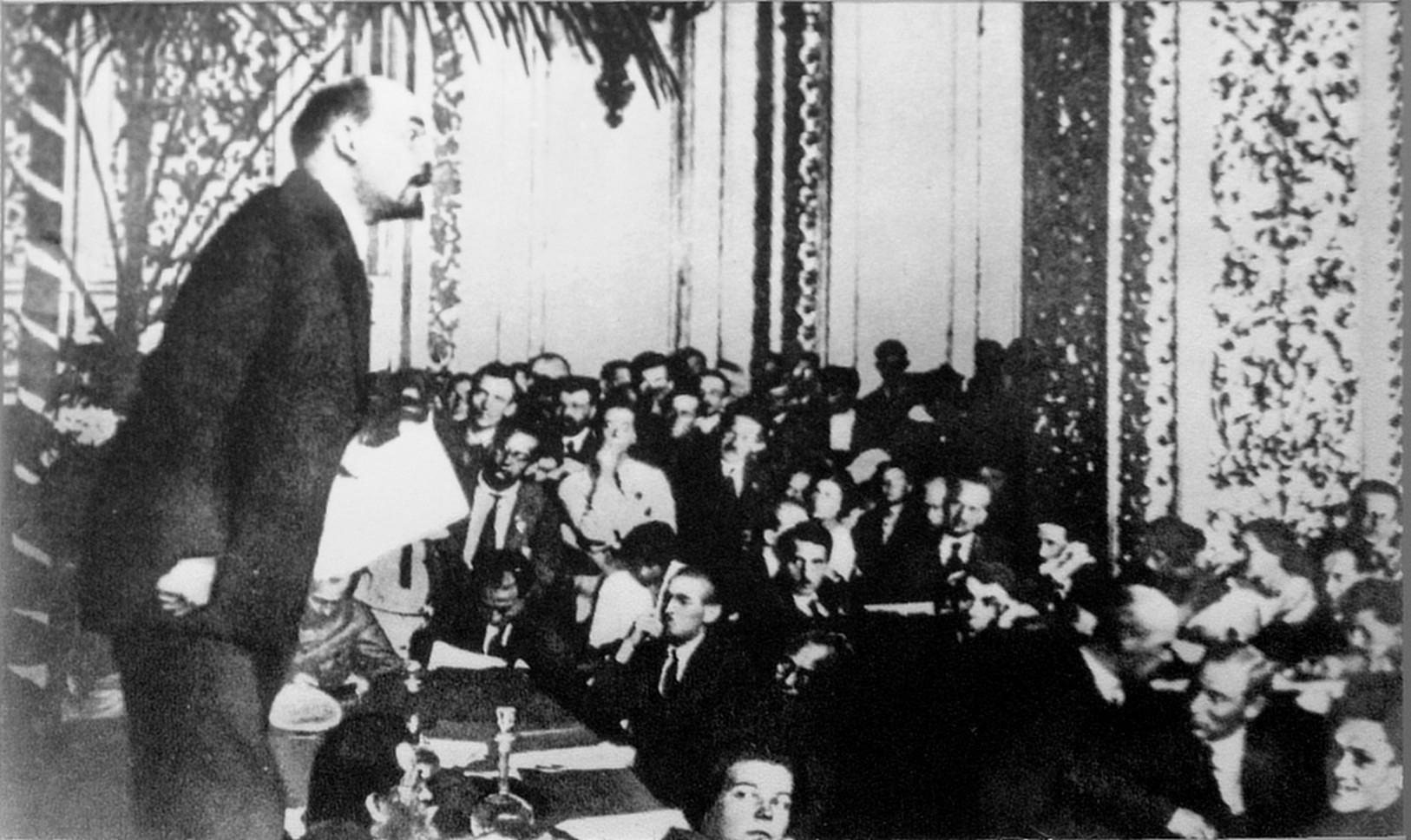
Ленин выступает на III конгрессе Коммунистического интернационала

- 28 июня — РККА вступила в пределы Монголии
- Июнь — Подавление тамбовского восстания

## Июль
- 3 июля — в Москве открылся Международный конгресс революционных профессиональных и производственных союзов, на котором был создан Красный интернационал профсоюзов (Профинтерн)
- 6 июля — РККА и отряды монгольских революционеров заняли столицу Монголии Ургу
- 10 июля — в Монголии сформировано постоянное Народное правительство во главе с Догсомыном Бодоо
- 16 июля — образована Автономная Социалистическая Советская Республика Аджаристан
- 18 июля — в Москве создан Всероссийский комитет помощи голодающим
- 22 июля — РСФСР направила специальную ноту правительствам Швеции и Финляндии с протестом против намерения решать вопрос об Аландских островах без участия Советской России. Заявлено, что РСФСР не призна́ет никаких решений, которые будут приняты без её участия
- 24 июля — В железнодорожной катастрофе под Серпуховым погибли известные коммунисты Фёдор Сергеев, Оскар Гельбрих и Джон Фриман

## Август
- 1 августа — войска барона Унгерна одержали крупную победу у дацана Гусиноозёрского, взяв в плен 300 красноармейцев, 2 орудия, 6 пулемётов и 500 винтовок.
- 7 августа — смерть поэта А. А. Блока.
- 12 августа — последний бой Азиатской дивизии произошёл у станицы Атаман-Никольской, когда большевикам были нанесены значительные потери артиллерией и пулемётными частями барона Унгерна — из 2000 человек отряда красных уцелело не более 600 человек.
- 14 августа — в Урянхайском крае, являвшемся протекторатом царской России, местные большевики, поддержанные большевистской Москвой, провозгласили независимое государство Танну-Тува.
- 16 августа — декрет ВЦИК и СНК РСФСР О сельскохозяйственной кооперации, восстанавливающий негосударственную сельскохозяйственную кооперацию
- 22 августа — арест барона Унгерна монголами и выдача его большевикам.
- 26 августа — расстрел поэта Н. С. Гумилева.
- 27 августа — постановлением Президиума ВЦИК распущен общественный Всероссийский комитет помощи голодающим

## Сентябрь
- 15 сентября — в Новониколаевске в здании Новониколаевского театра состоялся открытый показательный процесс над бароном Унгерном. Главным обвинителем на процессе был Емельян Ярославский. Слушания продлились 5 часов 20 минут. Унгерн был приговорён к смерти и расстрелян в тот же самый день.

## Октябрь
- 6 октября — образована Первая Российская Государственная Страховая Компания «Госстрах», предшественник ОАО «Росгосстрах».
- 10 октября — в Женеве открылась конференция по определению нового статуса Аландских островов с участием Великобритании, Германии, Дании, Италии, Латвии, Польши, Финляндии, Франции, Швеции и Эстонии. РСФСР, несмотря на ряд дипломатических демаршей, на конференцию не допущена

- 13 октября

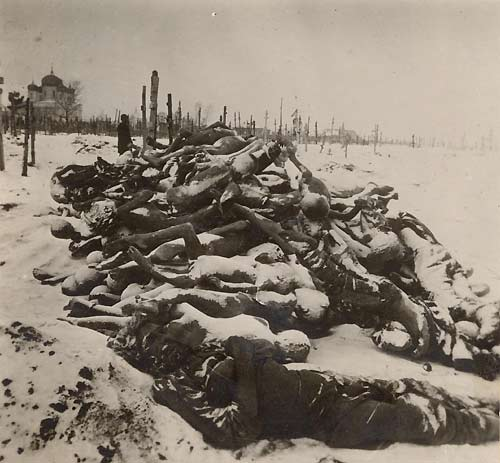
Трупы умерших от голода

  - подписан Карсский договор между Азербайджанской ССР, Армянской ССР и Грузинской ССР с одной стороны, и Турцией с другой, закрепивший новую линию границы в Закавказье
  - Учреждён Государственный банк РСФСР[2]
- 18 октября — создана Автономная Крымская ССР
- 27 октября — Основан Московский институт востоковедения[3]
- октябрь — Голод в Поволжье

## Ноябрь
- 5 ноября — в Москве подписано советско-монгольское соглашение об установлении дружественных отношений
- 13 ноября — РСФСР направила ноту правительствам государств, подписавших Конвенцию о демилитаризации и нейтрализации Аландских островов и объявила Конвенцию «безусловно несуществующей для России»
- 28 ноября — в Москве создан Коммунистический университет национальных меньшинств Запада

## Декабрь
- 16 декабря — в Тбилиси подписан «Союзный договор между ССР Грузии и ССР Абхазии», согласно которому Абхазская Советская Социалистическая Республика вошла в состав ГССР на договорных началах
- 21 декабря — декрет Ленина об использовании Крыма для лечения трудящихся
- 22 декабря — белоповстанческая армия генерала Викторина Молчанова заняла Хабаровск
- 23—28 декабря — в Москве состоялся IX Всероссийский съезд Советов[4].

## Умерли
- 3 сентября — Лидия Яворская, актриса театра[5]